# Министерство науки и технологий Филиппин
Министерство науки и технологий Филиппин — федеральный орган исполнительной власти Филиппин, отвечающий за координацию научно-технических проектов в поддержку национального развития.

## История
Был сформирован как Национальный совет по развитию науки в 1958 году во время правления президента Карлоса Гарсии. 17 марта 1981 года Национальный совет был реорганизован в Национальное управление по науке и технологиям и получил более широкие функции по разработке политики и реализации программ. В 1987 году повышен до уровня кабинета министров в ответ на растущие требования к вмешательству науки и технологий в национальное развитие.

## Структура
Управление осуществляет министр науки и технологий с четырьмя заместителями (по научным и технологическим службам; по исследованиям и разработкам; по региональным операциям; по особым вопросам) и тремя помощниками секретаря (по административным и правовым вопросам; по передаче технологий, коммуникациям и коммерциализации; по сотрудничеству в целях развития).

### Подчинённые ведомства
- Институт передовой науки и технологии
- Научно-исследовательский институт продовольствия и питания
- Институт развития исследований лесной продукции
- Институт развития промышленных технологий
- Научно-исследовательский центр металлургической промышленности
- Национальная академия наук и технологий
- Национальный исследовательский совет Филиппин
- Филиппинская атмосферная, геофизическая и астрономическая служба
- Филиппинский совет исследований и разработки передовой науки и технологий
- Филиппинский совет по сельскому, лесному хозяйствам и природным ресурсам
- Филиппинский совет исследований и развития водно-морских ресурсов
- Филиппинский совет по исследованиям в области здравоохранения и развития
- Филиппинский совет развития и энергетических исследований промышленности
- Филиппинский институт вулканологии и сейсмологии
- Филиппинский институт ядерных исследований
- Филиппинская текстильный научно-исследовательский институт
- Научно-технический информационный институт
- Институт естественно-научного образования
- Институт применения и поощрения технологий
- Технологический ресурсный центр